# 코라손 살바헤 (1993년 텔레노벨라)
《코라손 살바헤》(스페인어: Corazón salvaje)는 1993년부터 1994년까지 방영된 멕시코의 텔레노벨라이다.